# Mafia II
Mafia II — відеогра в жанрах шутеру від третьої особи та автосимулятора. Розроблена компанією 2K Czech, раніше відомої як Illusion Softworks, і видана компанією 2K Games в першій половині 2010 року. Розробка Mafia II була анонсована 21 серпня 2007 року на Leipzig Games Convention. Події гри відбуваються на початку 1950 у вигаданому місті Empire Bay і розроблена для Microsoft Windows, PlayStation 3, PlayStation 4, Xbox 360 та Xbox One.
19 травня 2020 року вийшла оновлена версія гри для ПК, PlayStation 4 та Xbox One.

## Сюжет
Пролог. Події Mafia II розгортаються в 1943—1951 роках у вигаданому американському місті Емпайр-Бей (англ. Empire Bay) з населенням в сім мільйонів [+42]. У місті «заправляють» три основні мафіозні «сім'ї»: Вінчі, Клементе і Фальконе.
Головний герой, Віто Скалетта (англ. Vito Scaletta) (повне ім'я — Вітторіо Антоніо Скалетта), в дитинстві переїхав разом зі своєю сім'єю з Сицилії в США. Бувши хлопчиськом, Віто думав, що в Америці всі його мрії стануть реальністю, однак на ділі все виявилося інакше. Його батько, Антоніо Скалетта, чесний трудівник, працював в порту, отримуючи за свою працю гроші, які частенько витрачалися в шинку. Через кілька років Антоніо, як вважається, бувши п'яним, впав у воду і потонув. Мати Віто, богобоязлива літня жінка, яка хвилювалася за свого сина, працює помічницею преподобного в місцевій церкві.
У школі Віто подружився з іншим хлопчиськом, Джо Барбаро (англ. Joe Barbaro) — відомим в околиці хуліганом. Обидва вони були з бідних сімей, тому, ставши найкращими друзями, швидко пристрастилися до основ бандитизму — роботі кишеньковими злодіями, грабежу магазинів тощо.
Одного разу подорослішали Джо і Віто вирішили пограбувати ювелірний магазин. Перша серйозна справа виявилася не цілком вдалою: їх помітив поліцейський. Віто був спійманий, а Джо вдалося втекти. Йшла Друга світова війна, на фронті були потрібні добровольці, тому Віто надали вибір. Між в'язницею і війною він вибрав війну, внаслідок чого був відправлений на фронт, десантником в 504-й парашутний полк.

### Розвиток сюжету
Глава 1. Історична Батьківщина
1943 рік. Військова операція в Сицилії. Віто у складі парашутного полку вирушає на острів, але перед десантуванням їхній літак підбивають, виживає лише троє людей. Разом з бійцями опору вони повинні захопити місто. В ході бою за ратушу міста італійська самохідка Wespe (нім. Wespe — оса) вистрілила в будівлю, і попадання снаряда контузило Віто і інших солдатів, що знаходяться в ній. Фашисти, які після цього пострілу увірвалися в будівлю, почали добивати солдатів, що знаходяться без свідомості, але в той момент, коли черга померти дійшла до Віто, глава сицилійської мафії дон Кало підриває самохідку і наказує військам Муссоліні припинити стрілянину. Віто залишився живий, але був поранений.
Глава 2. Дім, милий дім
1945. Отримавши поранення від фашистів і пролежавши в госпіталі, Віто, отримавши місячну відпустку, повертається в Емпайр-Бей, де його на вокзалі відразу зустрічає Джо. Він пояснює Віто, що, поки той був на війні, Джо розбагатів професійним злочинцем і обзавівся зв'язками, що дозволяє йому дістати для Віто «дозвіл» залишитися в місті. Приїхавши додому, Віто дізнається, що його мама і сестра Франческа намагаються розплатитися з боргом у 2000 доларів, який зайняв нині покійний батько Віто. Він іде до Джо за порадою і допомогою. Той знайомить Віто з Джузеппе Пальмінтері (найкращим ведмежатником в місті, який і дає Віто «довідку»), потім з механіком Майком Бруски. Віто стає членом злочинного світу Емпайр-Бей і починає повільно заробляти собі на життя.
Глава 3. Ворог держави
Обіцяючи матері, що він буде працювати чесно, як його батько, Віто вирушає в доки, щоб працювати на колишнього начальника батька Федеріко «Дерека» Паппалардо. Він начальник доків, глава профспілки, а «за сумісництвом» капо сім'ї Вінчі. Віто намагається працювати «чесно» лише на перших порах, але потім вирішує, що «так справа не піде» і кидає роботу, не бажаючи тягати ящики за 10 доларів. Перед відходом, у розмові з Дереком і Стівом, його помічником, Віто згадує прізвище Барбаро. Почувши її, Дерек доручає Віто завдання зовсім іншого роду — вибити погрозами гроші «на перукаря» з робітників. Проте один із робітників виявився нахабою, який не хоче платити. Зав'язується бійка, Віто провчає нахабу і вітдає гроші Дереку.
Джо знайомить Віто з Генрі Томасіна — членом сім'ї Клементе. Той хоче, щоб Віто вкрав дефіцитні талони на бензин у Федеральній службі з регулювання цін, які було важко дістати через війну. Виконавши завдання, Віто приносить Генрі талони, але той виявляє, що термін їх придатності закінчується через годину і дає Віто завдання встигнути продати талони на заправках до закінчення терміну.
Глава 4. Закон Мерфі
Джо вирішує на прохання Генрі пограбувати ювелірний магазин разом з Віто, під виглядом ремонтників телефонів. Все йшло за планом, але з'явилася ірландська банда Брайана О'Ніла, в цей же час неподалік проїжджає патрульна поліцейська машина. Віто і Джо вдається втекти з награбованим добром, при цьому пострілявши і пролізши над поліціею по вивісці, а О'Ніл і його банда потрапляють за ґрати.
Глава 5. Циркулярка
Генрі знайомить Віто і Джо з Лукою Гурине — капо сім'ї Клементе. Лука пропонує Джо і Віто вступити в сім'ю за $5000 (з кожного), а також хоче, щоб герої вбили Сідні Піна, на кличку «Товстун». Віто вирушає до Гаррі — ветерана війни. Трохи поговоривши, Гаррі дає Віто MG-42. Віто вирушає до Генрі і Джо, і в результаті перестрілки вони знаходять Сідні. Він дістає револьвер і стріляє Генрі в ногу, і Віто з Джо жорстоко розстрілюють Сідні з Томмі-ганів. Генрі отримує поранення, і Віто відвозить його до доктора Ель Греко, який «не ставить багато питань» з приводу походження ран. Віто ж збирає досить велику кількість грошей, які він віддає сестрі.
Глава 6. Добре проведений час
Вийшовши з квартири Джо, Віто Скалетта потрапляє прямо в руки Антоніо Россі, детектива поліції Емпайр-Бей. Віто здав один з покупців талонів. Через 3 місяці суд Емпайр-Бея виніс вирок — десять років в'язниці. Через три дні Віто отримує листа від Джо, який радить йому знайти деякого Лео Галанте. Під час прогулянки по тюремному дворику Віто випадково зустрічає Брайана О'Ніла. Той звинувачує його у своїй пійманні і між ними починається бійка, за якою спостерігає Галанте. Однак наглядачі розборонили забіяк і посадили обох у карцер. Лео, дізнавшись, що Віто працював на сім'ю Клементе, спочатку відмовляється допомогти, але коли Віто каже, що Клементе і Гурине пропонували вступити в сім'ю за гроші (що є порушення принципів), дає слово, що допоможе йому і розправляться з ними. Після тривалих тюремних будніх днів до Віто приходить сестра і повідомляє про те, що вона виходить заміж, але мати Віто сильно хвора. Через якийсь час мама Віто вмирає. Нарешті Віто вбиває О'Ніла у бійці, а Лео обіцяє, що допоможе Віто вийти раніше терміну.
Глава 7. Пам'яті Франческо Потенца
Настав 1951. Зимова атмосфера гри змінюється на літню, змінюються також автомобілі та одяг: місто зажило новим життям. Віто вийшов з в'язниці раніше — через 6 років. Джо повідомляє, що він тепер працює на сім'ю Фальконе і показує Віто зняту для нього квартиру. У перший же день Віто знайомиться з Едді Скарпа. Едді, Віто і Джо вирушають до борделю, де Едді пропонує герою працювати на нього і дона Фальконе, а після розправитися з Клементе. Через якийсь час всі напиваються; потім вони вирушають до старої обсерваторії, де ховають агента ФБР під прикриттям Франческо Потенца. Після цього Віто відвозить п'яних до Джо на квартиру.
Глава 8. Невгамовні
Джо знайомить героя з Марті — молодим хлопцем, який хоче стати справжнім гангстером. Джо ж пропонує Віто заробити на продажі крадених сигарет, але в справу втручається банда «бріолінщиків». Вони підпалюють вантажівку з сигаретами і тікають на хот-родах. У відповідь Віто, Джо, Марті і Стів з дружками громлять бар «бріолінщиків» і вбивають їх самих на території занедбаної ливарної. Джо і Віто оплачують втрату вантажівки Едді грошима від продажу викрадених «хот-родів» для Дерека.
Глава 9. Бальзам і Бінс
Карло Фальконе повідомляє Віто, що Клементе викрав бухгалтера Харві Бінса і двох солдатів сім'ї Фальконе: Френка і Тоні Бальзаму. Віто стежить за Лукою Гурине, капо сім'ї Клементе, який вирушає на бійню Клементе; там Віто рятує Тоні Бальзаму і Харві Бінса (Френка встигають вбити бандити). Лука ховається в офісі і викликає підкріплення. Віто разом з Тоні вбивають бандитів Луки, після чого Віто виїжджає, залишивши Луку на розправу Бальзамі. Після цього Віто і Джо стають членами сім'ї Фальконе. І Віто купує новий будинок, про який завжди мріяв.
Глава 10. Обслуговування в номерах
Фальконе довіряє друзям особливе завдання — вбити дона Альберто Клементе за недотримання законів Коза Ностри. Всупереч запереченням Віто Джо взяв із собою на завдання Марті. Задум Джо — підірвати кімнату разом з Клементе і його «верхівкою» в найкращому готелі міста. У пральні герої випадково зустрічають Генрі. Після тривалої підготовки план не вдався, тому-що Клементе засів в сортирі, але інші мафіозі Клементе загинули. Альберто з охороною тікає з готелю. Опинившийся на їхньому шляху Марті гине. Догнавши Клементе Джо жорстоко розстрілює його, бажаючи помститися за смерть хлопчини.
Джо сильно переживає і після виконаного завдання вирішує поїхати в бар «Самотня Зірка». Там він напився до такого ступеня, що витягнув пістолет і почав розмахувати ним, лякаючи інших відвідувачів. Під час дебошу він згадав ім'я друга «Віто», а також його номер телефону. Чорношкірий бармен Леон зателефонував йому, просячи про допомогу. Віто, який в цей час перебував у себе на віллі, приїхав і почав умовляти Джо, щоб він їхав додому. У цей момент у психічному пориві Джо випадково вистрілює з пістолета і вбиває бармена. Віто швидко вивозить Джо, тягне за собою труп, укладає його в багажник машини і їде з цього місця в бік будинку Джо. Після доставки Джо додому, Віто швидко привозить машину на звалище до Бруски і за допомогою преса тисне машину з небіжчиком.
Глава 11. Наш друг
Генрі, що працював на вбитого дона Клементе, просить у Віто поговорити з Фальконе про його подальшу роботу на нову сім'ю. І першим завданням Генрі, як солдата Фальконе, було вбивство Лео Галанте. Віто Скалетта, прибувши в будинок Лео раніше Генрі, рятує його від смерті і відвозить старого на вокзал, звідки той вирушає на поїзді до Лост-Хевена. Віто дзвонить його сестра Франческа, з якою сталося щось незрозуміле. Приїхавши до Франні, Віто виявляє її в синцях і з'ясовує, що її чоловік Ерік, за якого вона вийшла, поки брат був у в'язниці, постійно п'є, зраджує їй і б'є її. Оскаженілий Віто знаходить зятя з повією в клубі наркоманів і «перевиховує» його, б'ючи до напівсмерті. Ерік повертається додому і поводиться приблизно, але Франческа відмовляється спілкуватися з братом.
Цієї ж ночі будинок Віто спалює двоюрідний брат Брайана О'Ніла — Міккі Десмонд зі своїми людьми, і він змушений звернутися за допомогою до Джо. Разом вони розстрілюють бар ірландців і вбивають Десмонда. Віто переселяється в квартиру покійного друга Джо, Марті.
Едді все утряс після випадку з Віто. Генрі ж став повноцінним членом сім'ї Фальконе і новим напарником Віто і Джо.
Глава 12. Дари моря
Через деякий час Генрі підбиває друзів провернути свою справу потай від глави сім'ї: він дізнався, що китайська мафія продає імпортні наркотики за невелику суму, яку за тиждень можна було б потроїти. Спочатку Віто відмовляється мати справу з наркотиками, але Генрі переконує його приєднатися, обіцяючи збувати «товар» тільки в кварталах чорношкірих. За грошима друзі йдуть до лихваря-єврея Бруно, який дає потрібну їм суму під величезний відсоток. Але після покупки партії наркотиків біля виходу з китайського складу Джо, Віто і Генрі зустрічають бандити, переодягнені в поліцейських. На складі починається перестрілка, але Віто, Джо і Генрі вдається втекти. Розпродані наркотики приносять величезні гроші.
Глава 13. Явище дракона
Фальконе дізнається про угоду і вимагає свою частку — $60000. Віто і Джо вирушають в парк на зустріч з Генрі, де стають свідками жорстокого вбивства Генрі людьми містера Вона, який раніше продав їм партію наркотиків. У підсумку Джо і Віто залишаються без гроша в кишені. Вони вирішують помститися, розгромивши китайський ресторан. Увірвавшись в офіс Вона, вони дізнаються, що Генрі працював на поліцію. Але друзі не вірять цьому і вбивають його. Залишається віддати борг мафіозному лихвареві, але є проблема — немає грошей і їх ніде дістати.
Глава 14. Сходи в небо
Едді дає роботу Джо і Віто: убити колишнього мафіозі, який здав свою сім'ю---Томмі Анжело (головний герой Mafia I). Під'їхавши до його будинку на Ford Thunderbird 1955
, Віто говорить Томмі: «Містер Сальєрі передає вам привіт», і Джо вбиває його. Потім Віто у пошуках грошей для Бруно йде до порту до Дерека, де йому доручають вгамувати натовп розлючених робітників. Упустивши ім'я героя, робочі дізнаються Віто і розповідають йому правду про начальника доків: батько Віто загинув не випадково, його втопив Стівен Койн, «шістка» Дерека, за його наказом. Далі Скалетта переходить на бік повсталих робітників і мстить за загибель свого батька, після чого, убивши Дерека і Стіва, забирає всі гроші з сейфа директора. Всього потрібно зібрати $27500 (якщо на цій стадії у гравця немає такої суми, то йому доводиться грабувати магазини або здавати машини Бруски). Після збору необхідної суми Віто з грошима прямує до Джо, але його не виявляється в будинку. У процесі пошуків Джо Віто приходить до людей Вінчі в ресторан «Мона Ліза». Там його приголомшують, і він приходить в себе на будівництві, де їх разом з Джо особисто допитує Вінчі, вкрай незадоволений станом справ у місті і бійнею в Чайнатауні. Віто і Джо стверджують, що поняття не мають, про що він. Незабаром героям вдається з боєм вирватися з місця тортур. Віто відвозить пораненого Джо до Ель Греко, а гроші — Бруно. Під час розмови виявляється, що Бруно і є той самий лихвар, у якого колись займав грошей батько Віто.
Глава 15. Через терни до зірок
Протягом усього дня ллє дощ. У дощовий і сірий ранок Віто прокидається від дзвінка Едді, який просить терміново приїхати до Фальконе в обсерваторію для важливої розмови. Вийшовши на вулицю, Віто бачить людей Вінчі. Його запрошують сісти в машину, де його очікує Лео Галанте. Лео каже, що знає, хто влаштував розгром у китайському кварталі і каже, що Вінчі хоче прибрати Віто. Але Лео, «поклопотався» за Віто, вибив йому останній шанс для порятунку — вбити Фальконе. Віто погоджується.
Після довготривалої перестрілки Віто заходить в планетарій на території обсерваторії за містом, де знаходиться Карло. Раптово Джо приставляє стовбур револьвера до скроні Віто. Віто здається, що Фальконе підкупив його друга улесливою пропозицією стати його капо. Насправді ж Джо залишається вірний Віто, це був лише відволікаючий маневр. І вони разом вбивають Карло.
Покінчивши з Фальконе, Віто і Джо виходять з планетарію. На вулиці їх вже чекали люди Вінчі на чолі з Лео. Лео запитує, чи добре все пройшло, на що Віто відповідає, що Фальконе мертвий. Віто просять сісти в машину до Лео, а Джо сідає в іншу. Машини їдуть по дорозі, але раптово машина з Джо згортає на повороті, в той час як автомобіль з Лео і Віто їде далі. Віто запитує у Лео, що все це означає, на що той відповідає: «Пробач, Джо в угоду не входив».
Останній кадр гри — загальний план на дощовий Емпайр-Бей.

## Особливості гри
• Бути гангстером. Яскраві достовірні образи, міцний сюжет і його чудова подача — все це дозволить відчути драматизм і непередбачуваність відносин між мафіозними кланами і тими, хто в них входить.
• Забути спокій. Захоплюючі автомобільні перегони, жорстокі бійки та відчайдушні перестрілки — комбінація цих елементів забезпечує динаміку і різноманітність ігрового процесу.
• Жити в мегаполісі. Завдяки графічній технології Illusion Engine ™ гравцю надана можливість досліджувати величезний світ, не витрачаючи час на очікування чергового завантаження: прогулятися по мальовничих вулицях міста Емпайр-Бей, площа якого становить понад 25 квадратних кілометрів, або ж зайти всередину будівель і помилуватися детально проробленими інтер'єрами.
• Відкрити для себе Америку. Автомобілі, реклама, одяг — всі предмети американського побуту 1940-50-х років, відтворені з максимальною точністю, з часом змінюються у грі відповідно до історичних реалій.
• Слухати класику. Підбірка найкращих музичних композицій середини XX століття допоможе повністю зануритися в атмосферу американського «золотого століття».

## Відгуки в пресі
| Агрегатор    | Оцінка                                |
| ------------ | ------------------------------------- |
| GameRankings | PC: 76.48 % 360: 75.80 % PS3: 75.05 % |
| Metacritic   | PC: 77/100 360: 74/100 PS3: 75/100    |

| Видання                      | Оцінка |
| ---------------------------- | ------ |
| 1Up.com                      | B      |
| Edge                         | 6/10   |
| Eurogamer                    | 4/10   |
| Game Informer                | 9/10   |
| GamePro                      | [ 16 ] |
| GameSpot                     | 8.5/10 |
| GamesTM                      | 8/10   |
| IGN                          | 7.0/10 |
| Official Xbox Magazine (США) | 7/10   |
| PC Gamer (Велика Британія)   | 78 %   |
| X-Play                       | [ 22 ] |

Превью проєкту були опубліковані в багатьох авторитетних ігрових виданнях задовго релізу. У попередніх оцінках журналісти одностайні: Mafia II обіцяє стати справжнім хітом.
«Mafia II просто чудова». «PC Ігри»
«Претендент на звання найкращої гри року». Gameguru.ru
«Велика інтерактивна гангстерська сага». «Країна ігор»
«… В тому, що Mafia II виявиться хітом і одним з головних звершень інтерактивного мистецтва наступного року сумніватися не доводиться». Gamestar.ru
"… Mafia II підозріло схожа на гру нашої мрії <…> Захоплюючий сюжет, " гангстерська "атмосфера. Заслуговує поваги увагу до деталей. Захоплюючі, ретельно опрацьовані місії, під час яких з вами може статися безліч несподіваних подій ".
«Ігроманія»
"Перша гра встановила дуже високу планку, і, схоже, 2K Czech створює ще більше видатний сиквел. Mafia II, без сумніву, знаходиться вгорі в нашому рейтингу найбільш очікуваних проєктів ".

## Автотранспорт у грі
Гра має унікальне в своєму роді зібрання автомобілів. В грі представлені американські авто кінця 30-х — 50-х рр. XX століття. Нижче в таблиці наведені автомобілі, що представлені в грі та аналогічні авто з реального життя.
| Найменування авто у грі                                                    | Реальний прототип                          | Примітки              |
| -------------------------------------------------------------------------- | ------------------------------------------ | --------------------- |
| Ascot Bailey S200                                                          | Austin-Healey 100 1953                     |                       |
| Berkley Kingfisher                                                         | Buick Skylark 1953                         |                       |
| Chaffeque XT                                                               | Citroën DS 1955                            | Vegas Pack            |
| Cossack                                                                    | Duesenberg SJ Arlington Torpedo Sedan 1933 | Made Man Pack         |
| Culver Empire Culver Empire Detective Special Culver Empire Police Special | Dodge Luxury Liner 1941                    |                       |
| Delizia GrandeAmerica                                                      | Ferrari 250 1953                           | Joe's Adventures      |
| GAI 353 Military Truck                                                     | Studebaker US6 1941                        |                       |
| Hank B                                                                     | Kenworth 524 1949                          |                       |
| Houston Wasp                                                               | Hudson Wasp 1952                           |                       |
| ISW 508                                                                    | BMW 507 1956                               |                       |
| Jefferson Futura                                                           | Lincoln Futura 1955                        | Vegas Pack            |
| Jefferson Provincial                                                       | Lincoln Continental convertible 1942       |                       |
| Lassiter Series 69                                                         | Cadillac Series 61 1948                    |                       |
| Lassiter Series 75 Hollywood                                               | Cadillac Series 75 Imperial 1941           |                       |
| Parry Bus Police Bus                                                       | GM «Old Look» TDH-3614                     |                       |
| Potomac Elysium                                                            | Pontiac Club de Mer 1956                   | Renegade Pack         |
| Potomac Indian                                                             | Pontiac Chieftain 1949                     |                       |
| Quicksilver Windsor Quicksilver Windsor Taxi                               | Chrysler Windsor 1954                      |                       |
| Roller GL 300                                                              | Mercedes-Benz W198 1955                    | Made Man Pack         |
| Shubert 38 Shubert 38 Taxi                                                 | Chevrolet Master Sedan 1938                |                       |
| Shubert 38 Hearse                                                          | Chevrolet Master 1/2 Ton Hearse 1938       |                       |
| Shubert 38 Panel Truck                                                     | Chevrolet Master Sedan Delivery 1938       |                       |
| Shubert Armored Truck                                                      | GMC 1-Ton Armored Truck 1940               |                       |
| Shubert Beverly                                                            | Chevrolet Bel Air 1957                     |                       |
| Shubert Frigate                                                            | Chevrolet Corvette C1 1958                 |                       |
| Shubert Pickup Hot Rod                                                     | Ford Pick Up Hod Rod 1936                  | Greaser Pack          |
| Shubert Pickup                                                             | Chevrolet AK-Series 1942                   |                       |
| Shubert Series AB                                                          | Chevrolet Confederate Series BA Sedan 1932 |                       |
| Shubert Truck Shubert Snow Plow                                            | Chevrolet COE 1954                         |                       |
| Smith 34 Hot Rod                                                           | Ford 5 Window Coupe 1931                   | Greaser Pack          |
| Smith Coupe                                                                | Ford Model B Coupe 1932                    |                       |
| Smith Custom 200 Smith Custom 200 Police Special                           | Ford Fairlane 1957                         |                       |
| Smith Deluxe Station Wagon                                                 | Ford De Luxe Woodie Wagon 1939             |                       |
| Smith Mainline                                                             | Ford Mainline 1954                         |                       |
| Smith Thunderbolt                                                          | Ford Thunderbird 1955                      |                       |
| Smith Truck                                                                | Ford AA 1932                               |                       |
| Smith V8                                                                   | Ford V8 Deluxe Fordor Sedan 1933           |                       |
| Walker Rocket                                                              | Tucker Torpedo 1948                        |                       |
| Walter Coupe                                                               | Willys Americar 1942                       |                       |
| Walter Hot Rod                                                             | Ford Tudor Coupe 1937                      | Renegade Pack         |
| Walter Military Walter Utility                                             | Willys MB 1941                             | War Hero Pack         |
| Waybar Hot Rod                                                             | Ford Roadster — Red Ram Special 1932       | The Betrayal of Jimmy |
| Молоковіз (Milk Truck)                                                     | Divco                                      |                       |

## Системні вимоги
Мінімальні:
- Операційна система Microsoft Windows XP (SP2 або пізнішої версії) / Windows Vista / Windows 7;
- Процесор Intel Pentium з тактовою частотою 3 ГГц / AMD Athlon 64 X2 3600 + (Dual core) або потужніший;
- 1,5 Гб оперативної пам'яті;
- 8 Гб вільного місця на жорсткому диску;
- Відеокарта NVIDIA GeForce 8600 / ATI HD2600 Pro або більш потужна;
- Звукова карта, на 100 % сумісна з DirectX 9.0;
- Пристрій для читання DVD;
- Клавіатура, миша або геймпад, сумісний з Windows.

Рекомендовані:
- Операційна система Microsoft Windows XP (SP2 або пізнішої версії) / Windows Vista / Windows 7;
- Процесор з тактовою частотою 2,4 ГГц Quad Core;
- 2 Гб оперативної пам'яті;
- 10 Гб вільного місця на жорсткому диску;
- Відеокарта NVIDIA GeForce 9800 GTX / ATI Radeon HD 3870 або потужніша;
- Звукова карта, на 100 % сумісна з DirectX 9.0;
- Пристрій для читання DVD;
- Клавіатура, миша або геймпад, сумісний з Windows.

## Сіквел
7 жовтня 2016 року було випущено третю частину ігрової серії — Mafia III. Вона стала першою грою молодої студії Hangar 13 і отримала низькі оцінки від критиків і звичайних гравців.
Дія гри розгортається в 1968 році в Нью-Бордо, прототипом якого послужив Новий Орлеан. Головний герой, представник змішаної раси Лінкольн Клей, все життя тинявся в пошуках сім'ї. Змужнівши, Клей вирушає на війну у В'єтнамі, де нарешті знаходить нову сім'ю в особі своїх товаришів. Жахи війни і втрати серед армії США накладають жахливий відбиток на психіку головного героя. Почасти це стає причиною неймовірної жорстокості Клея. Після повернення в Америку він розуміє, що його зустрічають зовсім не так, як він очікував. Замість того, щоб вихваляти солдатів, що служили у В'єтнамі, американський народ називає їх вбивцями, вимагаючи миру.
У Нью-Бордо також панує расова дискримінація. Незабаром Клей стикається з групою італійських мафіозі і отримує кульове поранення в голову. Гангстери залишають головного героя вмирати стікаючи кров'ю, проте йому вдається вижити. З цього моменту головний герой твердо вирішує помститися своїм кривдникам і назавжди покінчити з розбратами на ґрунті расизму. Для цього Клею належить організувати власну кримінальну імперію, пройшовши по головах своїх ворогів.